# El Tuma-La Dalia
El Tuma-La Dalia est une municipalité nicaraguayenne du département de Matagalpa au Nicaragua.